# Ángel Caffarena

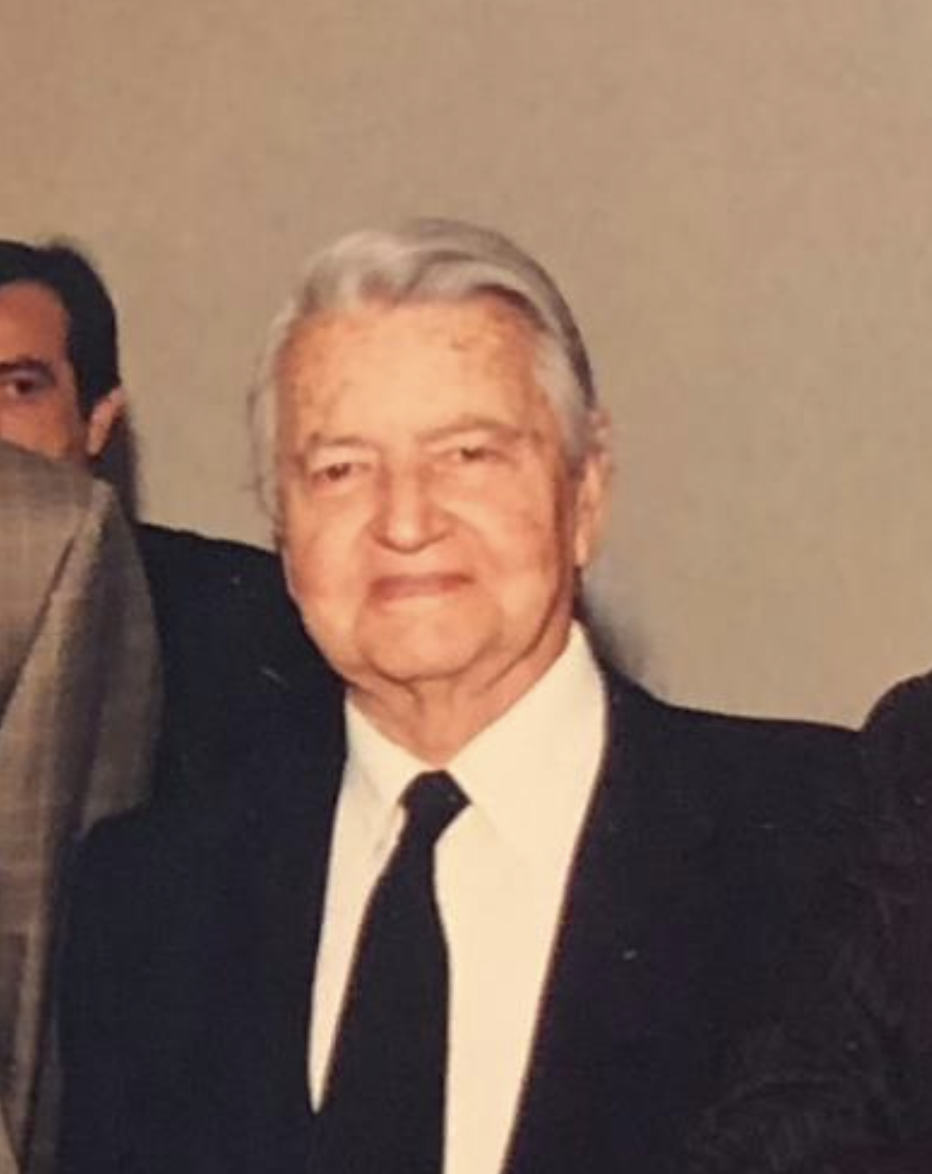
Ángel Caffarena, Málaga, 1991. Detalle de una foto de Pepe Ponce

Ángel Caffarena Such (Málaga, 16 de octubre de 1914 - íd., 25 de febrero de 1998) fue un librero y editor de poesía español.

## Carrera
Ángel Caffarena nació en Málaga y era sobrino del poeta de la Generación del 27, Emilio Prados. Estudió en Madrid Filosofía y Letras y estuvo hospedado en la Residencia de Estudiantes, donde convivió con poetas, músicos y pensadores. En los años cincuenta, coincidiendo con su regreso a Málaga, funda la Librería Anticuaria El Guadalhorce e inicia una importante labor editorial. Desde ese momento hasta meses antes de su muerte estuvo editando libros de poesía, normalmente de autores primerizos. Fue el cronista oficial de Málaga y su provincia. Asimismo edita muchos trabajos facsimilares, entre ellos está la Historia singular en Antequera desde Semana Santa Hasta fin de julio de 1638 años, publicado en 1964 

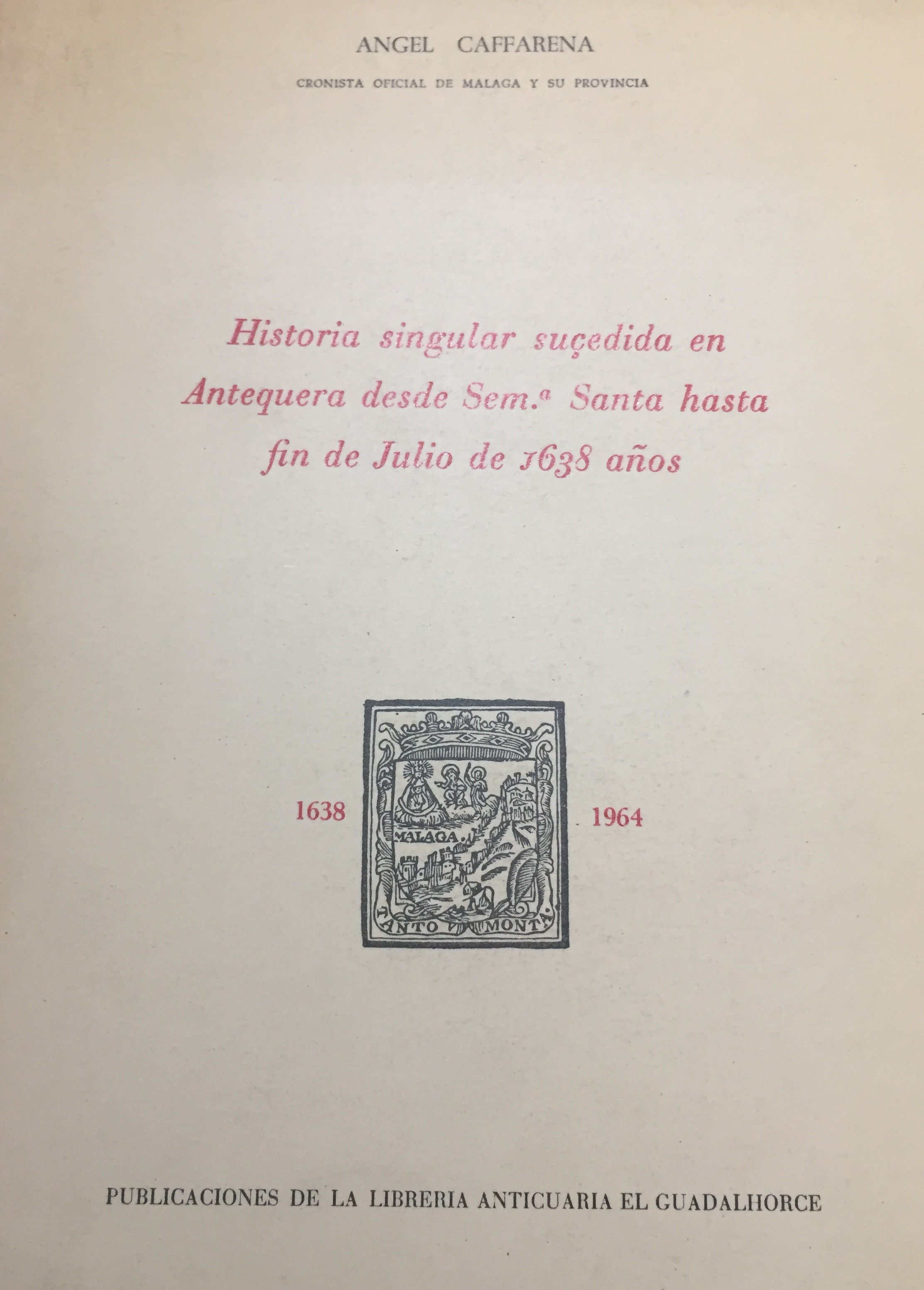
Fotografía de la porta de un libro facsimilar editado y publicado por Ángel Caffarena en 1964

La lista de poetas que publicaron un primer libro de la mano de Ángel Caffarena es enorme, he aquí una pequeña muestra: Jaime Siles, Pere Gimferrer, Leopoldo María Panero, Claudio Rodríguez Fer, Jenaro Talens, Luis Eduardo Aute, Rafael Pérez Estrada, Guillermo Carnero, Marcos Ricardo Barnatán, José Infante, Roger Wolfe, Ángeles Navarro, Diego Doncel, Pablo Méndez, Manuel Molina, Luz Sira Bouzas, Pablo García Baena, Alfredo Gómez Gil, José Elgarresta, Consuelo Jiménez de Cisneros.